# Tomba del Gallo
Die Tomba del Gallo („Grab des Hahnes“), auch Tomba 3226, ist ein ausgemaltes etruskisches Kammergrab, das im Jahr 1961 entdeckt wurde. Das Grab befindet sich in der Monterozzi-Nekropole bei Tarquinia und datiert um 400 v. Chr.
Das kleine Grab besteht aus einer einzelnen ausgemalten Kammer mit Giebeldach und mit einer Nische in der linken Wand. Da Teile des Wandverputzes abgefallen sind, sind die Malereien nicht gut erhalten. Auf der rechten Wand befinden sich die Reste einer Bankettszene: Die Teilnehmer liegen auf zwei Klinen. Neben ihnen stehen nackte Diener. Das Bankett findet im Freien statt, wie Bäume andeuten. Die Malereien der linken Wand, neben der Nische, sind relativ gut erhalten und zeigen einen Tänzer und eine Tänzerin, die zwei Kastagnetten in den Händen hält, sowie einen Flötenspieler. Auf der Eingangswand sieht man links und rechts vom Eingang jeweils einen Musikanten. Im Giebelfeld sind zwei Hähne dargestellt, die dem Grab den Namen gaben. Die Rückwand ist weitgehend zerstört. Ganz rechts sind noch die Reste einer stehenden Figur erhalten.